# Filmografia della Selznick Pictures Corporation

## 1916
- The Fear Market, regia di Alan Crosland (1916)

## 1917
- The Wild Girl, regia di Howard Estabrook (1917)

## 1919
- Easy Money (1919)
- The Imp, regia di Robert Ellis (1919)
- Puppy Love, regia di Roy William Neill (1919)
- Upstairs and Down, regia di Charles Giblyn (1919)
- The Faith of the Strong, regia di Robert North Bradbury (Robert N. Bradbury) (1919
- The Perfect Lover, regia di Ralph Ince (1919)
- Rivoluzione in gonnella (The Spite Bride), regia di Charles Giblyn (1919)
- The Glorious Lady, regia di George Irving (1919)
- The Country Cousin, regia di Alan Crosland (1919)
- A Regular Girl, regia di James Young (1919)
- Sealed Hearts, regia di Ralph Ince (1919)
- Piccadilly Jim, regia di Wesley Ruggles (1919)
- Il faro nella tempesta (Out Yonder), regia di Ralph Ince (1919)
- The Broken Melody, regia di William P.S. Earle (1919)

## 1920
- The Woman Game, regia di William P.S. Earle (1920)
- The Scarlet Letter (1920)
- The Bringers (1920)
- Jennie, regia di Alan Crosland (1920)
- Greater Than Fame, regia di Alan Crosland (1920)
- The Land of Opportunity (1920)
- Il rapimento di Miss Mhyss (Sooner or Later), regia di Wesley Ruggles (1920)
- His Wife's Money, regia di Ralph Ince (1920)
- Footlights and Shadows, regia di John W. Noble (1920)
- Youthful Folly, regia di Alan Crosland (1920)
- A Fool and His Money, regia di Robert Ellis (1920)
- The Shadow of Rosalie Byrnes, regia di George Archainbaud (1920)
- The Woman God Sent, regia di Larry Trimble (1920)
- Gli zaffiri di Kim (The Flapper), regia di Alan Crosland (1920)
- Whispers, regia di William P.S. Earle (1920)
- The Valley of Doubt, regia di Burton George (1920)
- The Man Who Lost Himself , regia di George D. Baker (1920)
- The Desperate Hero, regia di Wesley Ruggles (1920)
- The Figurehead, regia di Robert Ellis (1920)
- The Servant Question, regia di Dell Henderson (1920)
- Darling Mine, regia di Laurence Trimble (1920)
- Ah! sposiamoci subito! (The Poor Simp), regia di Victor Heerman (1920)
- The Point of View, regia di Alan Crosland (1920)
- The Wonderful Chance, regia di George Archainbaud (1920)
- Everybody's Sweetheart, regia di Alan Crosland e Laurence Trimble (1920)
- The Dangerous Paradise, regia di William P.S. Earle (1920)
- Red Foam, regia di Ralph Ince (1920)
- The Daughter Pays, regia di Robert Ellis (1920)
- The Sin That Was His, regia di Hobart Henley (1920)
- Broadway and Home, regia di Alan Crosland (1920)
- The Road of Ambition, regia di William P.S. Earle (1920)
- Il segreto della segretaria (The Pleasure Seekers), regia di George Archainbaud (1920)

## 1921
- Worlds Apart, regia di Alan Crosland (1921)
- Prestami tua moglie (The Chicken in the Case), regia di Victor Heerman (1921)
- The Highest Law, regia di Ralph Ince (1921)
- Society Snobs, regia di Hobart Henley (1921)
- Poor, Dear Margaret Kirby, regia di William P.S. Earle (1921)
- Gilded Lies, regia di William P.S. Earle (1921)
- The Miracle of Manhattan, regia di George Archainbaud (1921)
- Bucking the Tiger, regia di Henry Kolker (1921)
- L'ultima porta (The Last Door), regia di William P.S. Earle (1921)
- A Certain Rich Man, regia di Howard C. Hickman (1921)
- A Divorce of Convenience, regia di Robert Ellis (1921)
- The Girl from Nowhere, regia di George Archainbaud (1921)
- Is Life Worth Living?, regia di Alan Crosland (1921)
- Who Am I?, regia di Henry Kolker (1921)
- The Fighter, regia di Henry Kolker (1921)
- Remorseless Love, regia di Ralph Ince (1921)
- Handcuffs or Kisses, regia di George Archainbaud (1921)
- After Midnight, regia di Ralph Ince (1921)
- Clay Dollars, regia di George Archainbaud (1921)
- L'uomo di pietra (The Man of Stone), regia di George Archainbaud (1921)
- The Way of a Maid, regia di William P.S. Earle (1921)
- Chivalrous Charley, regia di Robert Ellis (1921)
- A Man's Home, regia di Ralph Ince (1921)
- Conceit, regia di Burton George (1921)

## 1922
- Shadows of the Sea, regia di Alan Crosland (1922)
- La signorina divorziata (Why Announce Your Marriage?), regia di Alan Crosland (1922)
- The Prophet's Paradise, regia di Alan Crosland (1922)
- A Wide Open Town, regia di Ralph Ince (1922)
- Love's Masquerade, regia di William P.S. Earle (1922)
- Reckless Youth, regia di Ralph Ince (1922)[1][2]
- Sperduti sull'Oceano (Reported Missing), regia di Henry Lehrman (1922)
- Channing of the Northwest, regia di Ralph Ince (1922)
- Evidence, regia di George Archainbaud (1922)
- The Referee, regia di Ralph Ince (1922)
- John Smith, regia di Victor Heerman (1922)
- Under Oath, regia di George Archainbaud (1922)
- Una settimana d'amore (One Week of Love), regia di George Archainbaud (1922)

## 1923
- The Cricket (1923)
- Modern Matrimony, regia di Lawrence C. Windom (1923)
- Roberto di Hentzau (Rupert of Hentzau), regia di Victor Heerman (1923)
- Shattered Reputations (1923)
- L'amante del cuore (The Common Law), regia di George Archainbaud (1923)